# João Fernandes
João Fernandes (ur. XV w., zm. XV w.) – portugalski żeglarz i odkrywca.
Przez siedem miesięcy przebywał wśród ludów koczowniczych w Afryce Zachodniej. W trakcie tego pobytu zebrał informacje na temat topografii terenu, szlaków handlowych i handlu, które dostarczył księciu Henrykowi (później znanemu jako „Henryk Żeglarz”). Informacje Fernandesa umożliwiły rozwój portugalskiego handlu niewolnikami.

## Życiorys
Kronika Zurary (1410–1474) wzmiankując Fernandesa opisuje go jako „giermka” . Fernandes określany bywa jako „giermek” także w źródłach współczesnych. Alencastro (2018) podaje, że Fernandes był giermkiem księcia Viseu.
W latach 40. XV w. portugalski książę Henryk (później znany jako „Henryk Żeglarz”) finansował pierwsze wyprawy portugalskie do Afryki. Celem wypraw było odkrycie nowych ziem i nawiązanie kontaktów handlowych.
Fernandes popłynął z wyprawą pod dowództwem Antão Gonçalvesa do regionu Rio de Oro w Afryce Zachodniej. Różne źródła podają różny rok wyprawy – 1444 i 1445 . Wyprawa Gonçalvesa powróciła do Portugalii z tubylcem, a Fernandes został w Afryce. W Portugalii Afrykanin został dobrze przyjęty przez księcia Henryka, który go obdarował i odesłał do domu.
Fernandes przez siedem miesięcy przybywał wśród koczowniczych pasterzy owiec, którzy trzymali niewolników z królestw afrykańskich . Niektóre źródła podają, że Fernandes był pierwszym w historii lançado (tłum. „wyrzucony”, „wygnany”) – portugalskim osadnikiem , jednak inne wskazują na to, że Fernandes nie zamierzał osiedlać się w Afryce na stałe. Fernandes towarzyszył koczownikom podczas ich podróży na szlakach łączących Afrykę Zachodnią z Afryką Północną.
Antão Gonçalves wrócił po Fernandesa w 1445 roku, a ten po powrocie do Portugalii przekazał Henrykowi szczegółowe informacje o zachodniej Saharze i handlu z wybrzeżem Gwinei  – o oazach, szlakach karawan, towarach, którymi handlowano, topografii terenu i panujących tam zwyczajach. Fernandes zaobserwował, że koczownicy finansują kupno niezbędnych rzeczy poprzez zyski ze sprzedaży afrykańskich niewolników Maurom z Afryki Północnej.
Informacje Fernandesa umożliwiły rozwój portugalskiego handlu niewolnikami – w 1448 roku Portugalia zawarła lukratywne kontrakty handlowe z wodzami mauretańskimi i afrykańskimi .